# Teresa Friedelówna
Teresa Friedel (ur. 28 czerwca 1934 w Toruniu, zm. 28 listopada 2011) – polska filolog, specjalizująca się w filologii słowiańskiej i językoznawstwie słowiańskim. 

## Życiorys
W latach 1945–1950 uczęszczała do II Państwowego Gimnazjum i Liceum im. Królowej Jadwigi w Toruniu. Maturę zdała w I Państwowej Szkole Stopnia Licealnego im. Mikołaja Kopernika w Toruniu. W latach 1950–1955 studiowała filologię polską na Uniwersytecie Mikołaja Kopernika. Po studiach pracowała w Książnicy Miejskiej w Toruniu. 
W 1957 roku została zatrudniona na stanowisku asystenta w Katedrze Filologii Słowiańskiej UMK. W 1966 roku uzyskała stopień doktora. Tematem rozprawy doktorskiej były Rzeczowniki kategorii „Plurale tantum” w historii i dialektach języka polskiego, a promotorem Halina Turska. Stopień doktora habilitowanego uzyskała w 1975 roku na podstawie rozprawy Ewangeliarz ławryszewski: monografia zabytku. W 1990 roku otrzymała tytuł profesora nadzwyczajnego, a w 1992 profesora zwyczajnego. Pracując na UMK pełniła funkcję prodziekana Wydziału Humanistycznego, zastępcy Dyrektora Instytutu Filologii Polskiej oraz kierownika Zakładu Historii Języka Polskiego. Była członkiem m.in. Towarzystwa Naukowego w Toruniu, Polskiego Towarzystwa Językoznawczego i Towarzystwa Miłośników Języka Polskiego. W badaniach naukowych koncentrowała się na zabytkach piśmiennictwa polskiego (w tym związanymi z XVII i XVIII wiecznym Toruniem: toruński kancjonał Walentego z Brzozowa, epitafia patrycjatu toruńskiego, napisy trumienne, Sztambuch Jana Michała Wachschlagera z 1601 r., Onomasticon P. Guldeniusza z 1641 r. i in.) i słowiańskiego (Psałterz synajski, Ewangeliarz ławryszewski). Wiele artykułów naukowych poświęciła także zagadnieniom z zakresu: historii języka polskiego, dialektologii, polszczyzny na Kresach Wileńskich i pomorskim regionalizmom.  
W latach 1991–1992 była profesorem kontraktowym w Instytucie Pedagogicznym w Wilnie. Była również wieloletnią działaczką toruńskiego koła PTTK.
Teresa Friedelówna jest pochowana w grobie rodzinnym na Cmentarzu św. Jakuba w Toruniu.       

## Odznaczenia i osiągnięcia[1]
- Nagroda Ministra Nauki, Szkolnictwa Wyższego i Techniki (1976)
- Medal Komisji Edukacji Narodowej (1983)
- Tytuł „Zasłużonej Torunianki” Gazety Wyborczej i toruńskiej fundacji „Nie Tylko Matka Polka”
- Krzyż Wolności i Solidarności (2018, pośmiertnie)

## Wybrane publikacje
- Kategoria plurale tantum w języku polskim (1968)
- Ewangeliarz ławryszewski: monografia zabytku (1974)
- Epitafium Barbary Kaweckiej (1984)
- O profesorze Konradzie Górskim jako badaczu języka polskiego (1990)
- Świat roślinny w Psalmach (o nazwach roślin w słowiańskim „Psałterzu Synajskim”) (1990)
- Pieśń Piotra Artomiusa w toruńskim kancjonale z 1601 r. (1993)
- Pieśń o śmierci w toruńskim kancjonale (1996)